# IC 420
IC 420 est une nébuleuse par réflexion de la constellation d'Orion. Elle fait partie d'un vaste complexe nébuleux où la formation de nouvelles étoiles est active.
La nébuleuse est visible avec un puissant télescope amateur, en pose longue ou en photos numériques, immédiatement à l'est de NGC 1977, beaucoup plus brillante, dans la partie la plus septentrionale de l'astérisme de l'Épée d'Orion, ainsi que dans la partie terminale, au nord du nuage d'Orion A. Elle apparaît bleue, en raison du rayonnement des étoiles qui y sont immergées. La composante la plus brillante, et principale source de lumière, est HD 36540, une géante bleue de classe spectrale B7III, dont la distance, déduite des mesures de parallaxe (égale à 1,85 mas), est d'environ 540 pc (∼1 760 al). Cette étoile est également une étoile variable de type SX Arietis, à vitesse de rotation élevée, cataloguée V1101 Orionis.
IC 420 fait partie de la section la plus méridionale d'un complexe nébuleux qui comprend également les nébuleuses voisines NGC 1973 et NGC 1975 et constitue la partie la plus méridionale de la grande région H II Sh2-279, dans laquelle se produisent des phénomènes de formation d'étoiles, confirmés par la présence de certains objets HH.